# Auguste Monnin-Japy

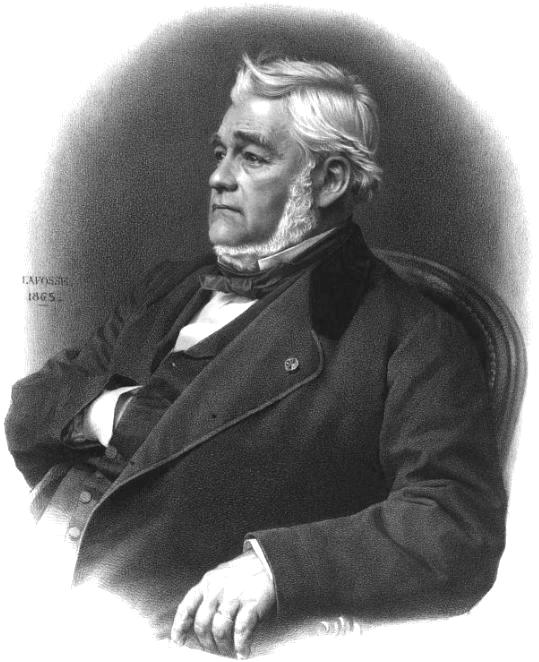
Auguste Monnin-Japy

Auguste Louis Monnin-Japy (Saicourt, 23 juli 1799 – Parijs, 17 mei 1878) was een Frans politicus en een verantwoordelijke in de gereformeerde kerk in Parijs.

## Levensloop
Monnin-Japy werd geboren in Saicourt in Zwitserland. Saicourt droeg destijds de naam Bellelay, naar de afgeschafte abdij Bellelay. Hij werd verkoper voor de industriële familie Japy in Parijs. Vanaf 1828 leidde hij de afdeling van de firma Japy in Parijs en werd hij vennoot. In 1848 werd hij lid van het stadsbestuur van het 6e arrondissement van Parijs. Hij voerde er een politiek tegen de revolutionairen van 1848. 
Hij werd aanhanger van Napoleon III vanaf 1852. In de Assemblée Nationale was hij parlementslid voor de bonapartisten van 1852 tot 1857. Vanaf 1852 zetelde Monnin-Japy ook in het centraal consistorie van de gereformeerde kerken van Frankrijk. 
Hij stierf in 1878 en werd begraven op het kerkhof Père Lachaise in Parijs.